# Любимов, Александр Михайлович (художник)
Алекса́ндр Миха́йлович Люби́мов (25 февраля 1879, Пальцево, Курская губерния — 19 декабря 1955, Ленинград) — русский, затем советский живописец и график, представитель петербургского и ленинградского академизма, педагог; портретист, мастер жанровой живописи, карикатурист. Профессор Ленинградского института живописи, скульптуры и архитектуры имени И. Е. Репина и Высшего художественно-промышленного училища имени В. И. Мухиной, член Ленинградского Союза художников.

## Биография
Родился Александр Михайлович Любимов в 1879 году, в селе Пальцево Дмитриевского уезда Курской губернии в семье дворянина. В 1892 году семья Любимовых переехала сначала в Курск, а затем в Санкт-Петербург.
В 1895—1901 гг. учился в Центральной школе технического рисования барона А. Штиглица. С 1901 года занимался как вольнослушатель в Высшем художественном училище при Императорской Академии художеств в мастерской Ильи Репина. Получил звание художника за картину «Каин» (30.10.1909).
После окончания в 1909 году Высшего художественного училища Александр Любимов, по рекомендации И. Е. Репина, в 1912—1919 годах возглавлял Харьковское художественное училище (среди наиболее известных учеников — А. Дейнека, Б. Косарев).
В 1927 году Любимов вернулся в Ленинград. Преподавал в Ленинградском институте живописи, скульптуры и архитектуры (1934—1941, профессор с 1939 года) и Высшем художественно-промышленном училище имени В. И. Мухиной (1949—1955, профессор с 1949 года).
Александр Любимов участвовал в выставках с 1900 года. Писал портреты, жанровые и исторические композиции, пейзажи. Создавал сатирическую графику, театральные зарисовки, шаржи. Работал в технике масляной живописи, акварели, гуаши, пастели, карандашного рисунка. Персональные выставки произведений Александра Любимова были показаны в 1949 году в Ленинграде и в 1991 и 1998 годах в Санкт-Петербурге.
Живописную манеру Александра Любимова отличают богатство тональных отношений и совершенный рисунок, широкое свободное письмо, использование разнообразной фактуры — от пастозно положенных цветовых пятен до прозрачных рефлексов и теней, создающих объёмно-пространственную характеристику формы.
Александр Любимов был членом Ленинградского Союза художников с 1932 года.
Учениками Александра Любимова были известные художники и педагоги Юрий Непринцев, Николай Тимков, Александр Дейнека, Александр Лактионов, Пётр Белоусов, Михаил Козелл и другие.
Скончался 19 декабря 1955 года в Ленинграде на 77-м году жизни от инсульта; похоронен на Литераторских мостках.
Произведения А. М. Любимова находятся в Государственном Русском музее, в многочисленных музеях и частных собраниях в России, Франции, Великобритании, США, Германии, Италии и других странах.

## Рисунки 1906 года
Из сатирического журнала «Леший».